# زمین‌لرزه ۱۹۷۷ سان‌خوان
زمین‌لرزه سان‌خوان  در تاریخ ۲۳ نوامبر ۱۹۷۷ میلادی، برابر با ‎۲ آذر ۱۳۵۶، ساعت ۹:۲۶:۲۴ به زمان یوتی‌سی در آرژانتین، منطقه سان‌خوان رخ داد. ژرفای این زلزله ۱۷٫۱ کیلومتر بود، و بزرگی آن ۷٫۴ در مقیاس Mw اعلام شده‌است. زمین‌لرزه به وقت محلی در روز چهارشنبه، ساعت ۶ روی داده و منطقه زمانی آن یوتی‌سی -۳ بوده‌است (با لحاظ تغییر ساعت تابستانی).
سازمان زمین‌شناسی آمریکا نیز رومرکز این زمین‌لرزه را در مختصات ۳۱°۰۱′۴۱″جنوبی ۶۷°۴۶′۰۱″غربی / ۳۱٫۰۲۸°جنوبی ۶۷٫۷۶۷°غربی و ژرفای آن را در ۱۳ کیلومتر گزارش کرده‌است. بزرگی برگزیدهٔ این سازمان از میان بزرگی‌های محاسبه‌شدهٔ مختلف ۷٫۴ در مقیاس Ms بوده و از دید اثر، در میان چهار دسته‌بندی «نامحسوس»، «محسوس»، «زیان‌آور» یا «با تلفات»، زلزله را «با تلفات» اعلام کرده‌است.۸۰ درصد Caucete در زمین‌لرزه خراب شده‌است.رانش زمین در آن به وجود آمده‌است.روانگرایی در این زمین‌لرزه ایجاد شده‌است.
پروژهٔ «تنسور گشتاور مرکزوار» زاویه‌های (راستا، شیب، ریک) گسل سازندهٔ زمین‌لرزه و صفحه عمود بر آن را (°۱۸۳، °۴۴، °۹۰) یا (°۴، °۴۶، °۹۰) و نوع گسل را «معکوس» فرارسانده‌است.
شمار کشتگان زلزله حدود ۷۰ نفر بوده‌است.تعداد زخمیان ۲۰۰ نفر برآورده شده‌است.بی‌خانمان شدگان نیز ۴۰۰۰۰ نفر اعلام شده‌است.